# Gottfried Benn

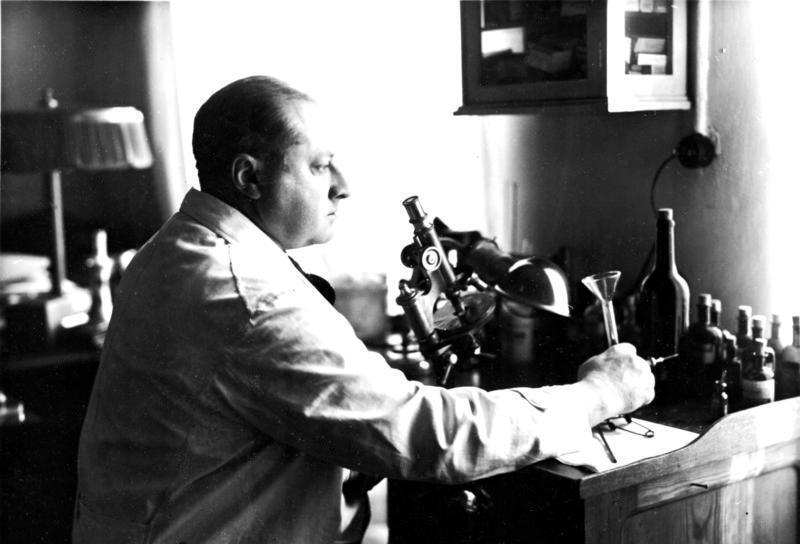
Gottfried Benn (1934)

Gottfried Benn (* 2. Mai 1886 in Mansfeld bei Putlitz, Prignitz; † 7. Juli 1956 in Berlin) war ein deutscher Dichter, Essayist und Arzt. Er wuchs als Sohn eines Theologen in einem Pfarrhaus auf. Nach einem abgebrochenen Studium der Theologie schloss er erfolgreich das Medizinstudium ab. 1912 erschien der erste Gedichtband Morgue und andere Gedichte, welcher wegen der drastischen Themenwahl und saloppen Ausdrucksweise einen Skandal provozierte und den Autor als Vertreter der neu aufkommenden expressionistischen Lyrik schlagartig bekannt machte. Mit dem 1916 erschienenen Novellenband Gehirne verfasste er einen bedeutenden Beitrag zur expressionistischen Kleinprosa. Die Zivilisationskritik der Morgue-Gedichte verfolgte er fortan in seinem essayistischen Werk. In Das moderne Ich widmete er sich der Frage nach der Stellung des Individuums in der Gesellschaft.
Nach dem Ersten Weltkrieg experimentierte Benn in seinen Gedichten mit der Montage und orientierte sich an antiken Topoi wie Vollendung und Formstrenge, jedoch im fragmentalen Bewusstsein der Moderne. Gleichzeitig verfolgte er in seinen Essays aus einer darwinistischen und lebensphilosophischen Perspektive die Themen Sozialisation und Individualität weiter. Im Jahr 1927 erschien sein Gedichtband Gesammelte Gedichte. Gleichzeitig erfuhr Benn in der Weimarer Republik seitens der literarischen Öffentlichkeit die erhoffte Anerkennung als hervorragender Dichter seiner Zeit. 1932 wurde er in der Sektion für Dichtkunst der Preußischen Akademie aufgenommen.
Im Jahr 1933 hielt Benn die Rede Der neue Staat und die Intellektuellen, in der er nach der NS-Machtübernahme die Mitarbeit der Dichter im nationalsozialistischen Staat einforderte. Als die Nazidiktatur 1933/34 brutal durchgesetzt wurde, zerschlug sich Benns metapolitische Ambition. Benn wurde zudem als ehemaliger führender Expressionist schwer angefeindet. Seine Werke wurden zwar weiterhin gedruckt, doch stand er nunmehr außerhalb der durch NSDAP-Dichter dominierten Literatur.
Zwei Jahre nach Ende des Zweiten Weltkrieges – Benn wurde wegen seiner Rede und seiner Mithilfe bei der Ausschaltung der Akademie vehement von zurückgekehrten Schriftstellerkollegen kritisiert – erschien im Schweizer Verlag Arche der Gedichtband Statische Gedichte. Es folgte 1951 die Verleihung des Georg-Büchner-Preises. Die Autobiographie Der Ptolemäer und sein poetologischer Essay Ausdruckswelt waren bereits 1949 erschienen. Besonders seine antikisierende und klassizistische Spruchdichtung aus den Statischen Gedichten und den Apreludes trugen zur Anerkennung des Dichters bei wie auch seine Redebeiträge und Debatten im Rundfunk ihn bekannter machten. Seine Montagelyrik sichert ihm den Rang als eines bedeutenden deutschen Lyrikers der klassischen Moderne. Benn wurde bereits zu Lebzeiten ein Vorbild späterer Dichtergenerationen. Günter Eich und Peter Rühmkorf waren von seiner Artistik, dem kühlen Sound, aber auch Melancholie beeinflusst und zahlreiche Autoren der neuen Bundesländer, darunter der Dramatiker Heiner Müller und der frühe Durs Grünbein wie die Dichtergeneration der späten 80er Jahre, darunter Marcel Beyer und Thomas Kling, konnten mit Zunahme von Benns Subjektdekonstruktion gegen die damals vorherrschende Neue Subjektivität operieren.

## Leben

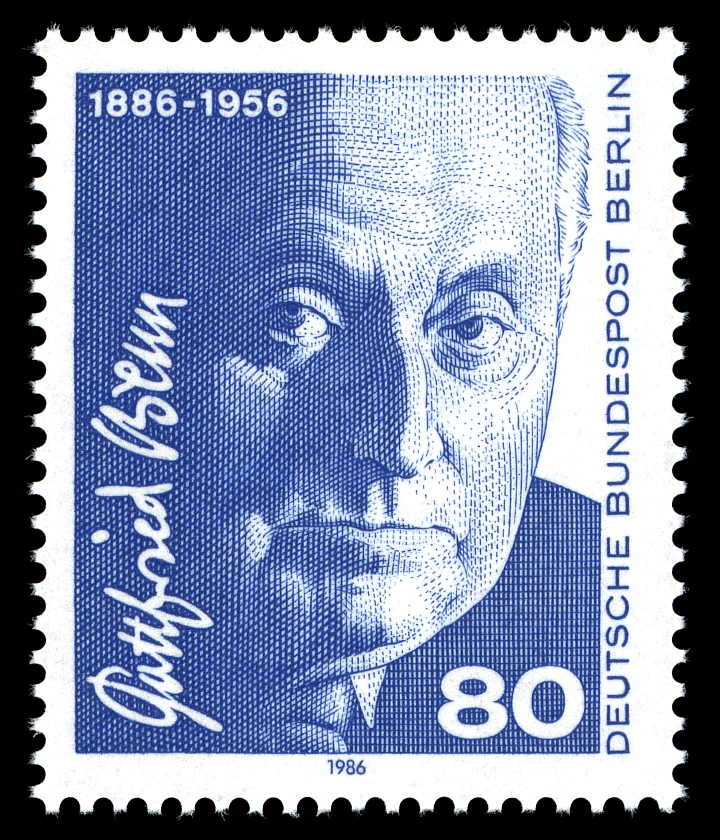
80 Pf-Sondermarke der Bundespost Berlin (1986) mit einem Porträt von Gottfried Benn

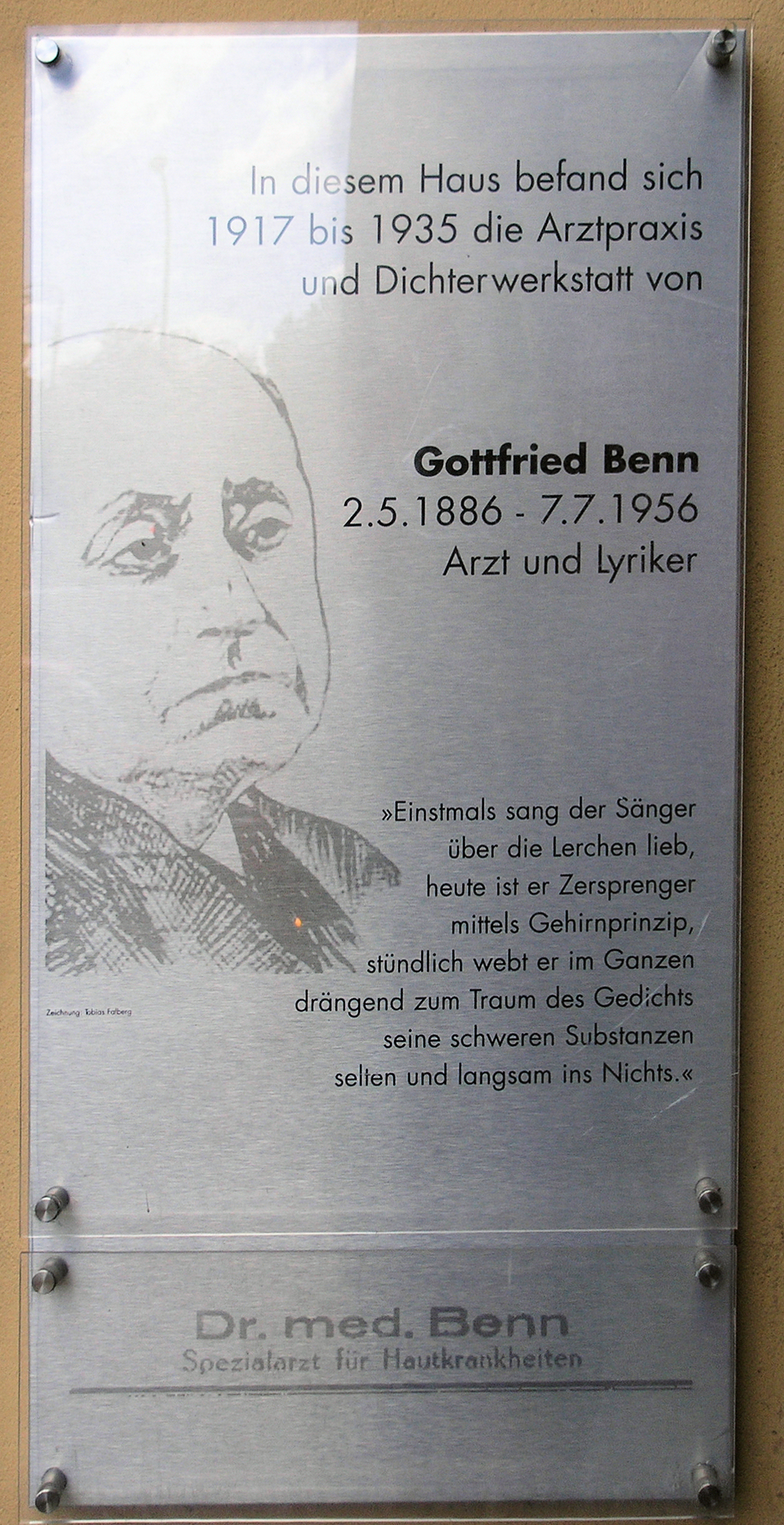
Gedenktafel am Haus Mehringdamm 38 in Berlin-Kreuzberg

### Frühe Kindheit
Gottfried Benn wurde am 2. Mai 1886 als zweitältestes der acht Kinder des evangelischen Pastors Gustav Benn (1857–1939) und dessen Frau Caroline Benn (1858–1912, geb. Jequier; aus Fleurier im schweizerischen Jura stammend) in dem Dorf Mansfeld bei Putlitz, Kreis Westprignitz, geboren. Zu seinen Geschwistern zählten unter anderem Theodor Benn (1891–1981), der in den 1920er Jahren aufgrund seiner Beteiligung an einem Fememord bekannt wurde, und Ernst-Viktor Benn (1898–1990), der 1952 kurzfristig Präsident des Landeskirchenamts in Hannover war. Als Benn ein halbes Jahr alt war, zog die Familie nach Sellin bei Bärwalde in die Neumark. Aufgrund des geringen Einkommens als Landpfarrer waren die wirtschaftlichen Mittel der Familie knapp bemessen und mussten durch eine eigene kleine Landwirtschaft aufgebessert werden. Seine Kindheit thematisierte Benn zum Beispiel in der Prosaschrift Lebensweg eines Intellektualisten (1934) und in Gedichten mitunter in sehnsuchtsvollem Ton als unbewusst-glückliche Zeit.
Es ist ein Garten, den ich manchmal sehe
östlich der Oder, wo die Ebenen weit […]
Es ist ein Knabe, dem ich manchmal trauere,
der sich am See in Schilf und Wogen ließ,
noch strömte nicht der Fluß, vor dem ich schauere,
der erst wie Glück und dann Vergessen hieß.
Auf Benns Sozialisation hatte Einfluss gehabt, dass er zusammen mit Landarbeiterkindern und mit Söhnen des ostelbischen Adels aufgewachsen war. Zwar genoss seine Familie, da der Vater Pastor war, am Wohnort eine privilegierte Stellung in der Gesellschaft, doch verblieb auch wegen ungleicher Besitzverhältnisse ein gefühlter Standesunterschied gegenüber den Junkersöhnen. Der erste Benn-Biograph Thilo Koch folgerte daraus eine „nicht vollendete Sozialisation“ und „Entwurzelung“ Benns und ein „bedrückendes Gefühl“ wegen seiner „Armut“, das einen auch noch im späteren Leben nachweisbaren Minderwertigkeitskomplex zur Folge gehabt habe.

### Beziehung zu den Eltern
Benns Verhältnis zu seinem Vater, den er als patriarchalisch, christlich-pietistisch, teils auch als sozialdemokratisch geprägt wahrnahm, war zeitweise gespannt. Noch in Benns eigenen Worten von 1954 wird er als „großer Zelot und Fanatiker“ beschrieben. Später stieß Benn – ähnlich wie Friedrich Nietzsche, ebenfalls Pastorensohn – zunehmend der permanente religiöse Bezug ab, der in Benns Worten „alles nur mit Gott oder dem Tod, aber nicht der Irdischkeit verknüpfte“.
Zu seiner Mutter hatte er ein innigeres Verhältnis. Ihr früher Tod im Jahr 1912 traf ihn tief. Dies zeigt auch sein (zu Lebzeiten unveröffentlichtes) Gedicht Mutter:
Ich trage dich wie eine Wunde

auf meiner Stirn, die sich nicht schließt.

Sie schmerzt nicht immer. Und es fließt

das Herz sich nicht draus tot.

Nur manchmal plötzlich bin ich blind und spüre

Blut im Munde.
Als Benns Mutter an Brustkrebs litt, verbot sein Vater dem schon approbierten Sohn aus religiösen Gründen – da der Schmerz gottgewollt sei – sogar die Behandlung der Mutter mit schmerzlindernden Morphinen. Dies führte zu einem schweren Zerwürfnis zwischen Benn und seinem Vater, und Benn unterbrach den Kontakt für die nächsten Jahre vollständig. Dieser Gesamtkomplex eines Vater-Sohn-Konfliktes ist exemplarisch in Benns zwischen 1912 und 1917 geschriebenem und 1922 veröffentlichten Gedicht Pastorensohn zu beobachten, in dem er – bis zur Kastration des Vaters gehend – mit diesem radikal abrechnet:
[…] Verfluchter alter Abraham,

zwölf schwere Plagen Isaake

haun dir mit einer Nudelhacke

den alten Zeugeschwengel lahm.
Im Gedichtzyklus Söhne von 1913 scheint die Kritik am Vater dann in einem im Expressionismus durchaus üblichen Gesamtzusammenhang eines historischen und überindividuellen Generationenkonflikts erneut auf:
[…] Von meinen Schultern blättern die Gefilde,

Väter und Hügelglück –;

Die Söhne wurden groß. Die Söhne gehn

nackt und im Grame des entbundnen Bluts

die Stirn aufrötet ein Abgrundglück.

### Gymnasialzeit

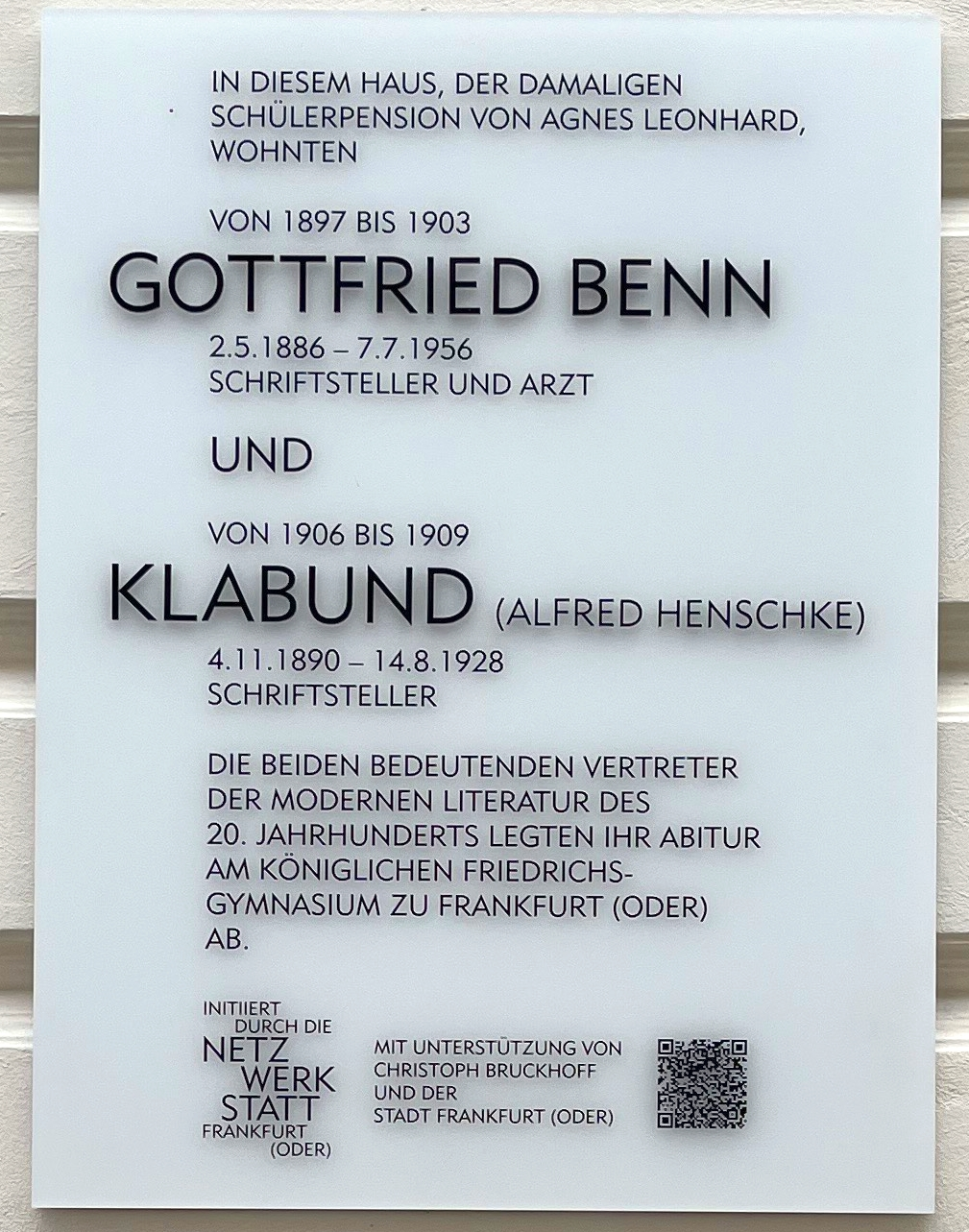
Gedenktafel für Gottfried Benn und Klabund in Frankfurt (Oder)

Von September 1897 bis September 1903 besuchte er das Friedrichsgymnasium in Frankfurt (Oder), in dem er auch das Reifezeugnis erwarb. Er wohnte vier Jahre in einer Pensionsstube zusammen mit dem gleichaltrigen Heinrich Graf Finck von Finckenstein, den er schon seit dem Hauslehrerunterricht seines Vaters bei der Familie kannte. Benn hatte allgemein eher mittelmäßige Noten. In Latein und Altgriechisch war er dagegen gut. Dies spiegelt sich später auch in der engen Beziehung seiner Dichtung zur griechischen Antike und ihrer Mythologie und Götterwelt wider.

### Studium
Nach seinem Abitur im September 1903 wollte Benn sofort Medizin studieren. Dies widersprach aber den Vorstellungen seines Vaters, da dieses Studium lang und teuer war und er seinen Sohn gerne als Nachfolger in seinem Pfarramt gesehen hätte. Zum Wintersemester 1903/1904 nahm Benn also das Studium der Evangelischen Theologie und der Philosophie in Marburg auf. Er wohnte zunächst preisgünstig im Korporationshaus der dort ansässigen Turnerschaft, der schon sein Vater angehört hatte. Im Wintersemester 1904/1905 wechselte er zum Philologiestudium an die Friedrich-Wilhelms-Universität in Berlin. Benn scheint für beide Studiengänge wenig Interesse aufgebracht zu haben und wurde im Sommer 1905 wegen „Unfleißes“ aus der Universitätsmatrikel gestrichen.
Nun stellte der Vater sich einem Medizinstudium des Sohnes nicht mehr in den Weg. Aus Kostengründen kam aber nur ein Studium an der Kaiser-Wilhelms-Akademie für das militärärztliche Bildungswesen in Frage. Diese ermöglichte eine nahezu kostenfreie Ausbildung unter der Auflage, für jedes Studiensemester später ein Jahr als Militärarzt zu dienen. Benn hat die Bedeutung dieser qualitativ hochstehenden, strengen, aber auch vielseitigen Ausbildung für seine Entwicklung später positiv hervorgehoben:

„Eine vorzügliche Hochschule, alles verdanke ich ihr! Virchow, Helmholtz, Leyden, Behring waren aus ihr hervorgegangen, ihr Geist herrschte dort mehr als der militärische, […] das Leben dort war das völlig freier Studenten, wir hatten keine Uniform. […] Härte des Gedankens, Verantwortung im Urteil, Sicherheit im Unterscheiden von Zufälligem und Gesetzlichem, vor allem aber die tiefe Skepsis, die Stil schafft, das wuchs hier.“

Durch seine sechsjährige Studienzeit nahm Benn einen lebenslangen – von Zeitzeugen häufig angemerkten – durch das preußische Militär als Lebensform geprägten geistigen wie auch gesellschaftlichen Habitus an. Ab Oktober 1910 war Benn Unterarzt im Infanterie-Regiment 64 in Prenzlau und hospitierte gleichzeitig von Oktober 1910 bis November 1911 als Unterarzt in der Charité, vermutlich in der Psychiatrie. In dieser Zeit verfasste Benn mehrere medizinische Studien zu psychiatrischen Fragen, von denen eine (Die Ätiologie der Pubertätsepilepsie) den ersten Preis der Berliner Medizinischen Fakultät von 1910 errang. Im Oktober 1911 legte er sein medizinisches Staatsexamen ab, erhielt die Approbation, und 1912 promovierte er mit Über die Häufigkeit von Diabetes mellitus im Heer zum Doktor der Medizin.
Zwischen 1910 und 1912 trat Benn in Verbindung mit Dichtern und Publizisten, die dem Umfeld des Expressionismus zuzuordnen sind, wie Carl Einstein, Alfred Lichtenstein, Franz Pfemfert, Herwarth Walden und Paul Zech. Noch während seiner Ausbildungszeit veröffentlichte Benn erste literarische Werke. Dies sind vier Gedichte im Jahr 1910, ein im selben Jahr in der Zeitschrift Der Grenzbote erschienener Text mit dem Titel Gespräch und der Prosatext Unter der Großhirnrinde. Briefe vom Meer im Jahr 1911. In beiden Texten werden in fiktiven Gesprächen zweier Protagonisten die Gegensatzpaare von Intellekt und Seele, Bewusstem und Unbewusstem sowie darauf aufbauende Modelle für die Dichtung diskutiert. Benn wurde damit ein Autor, der bald auch in literarischen Zirkeln bekannt und geachtet wurde.

### 1912 bis 1914
Der erste Gedichtband Benns, in dem seine Erfahrungen als Arzt ihren Niederschlag fanden, erschien im März 1912 unter dem Titel Morgue und andere Gedichte. Die Veröffentlichung war ein Skandal und begründete Benns frühen Ruhm. Im Sommer desselben Jahres begegnete er der Dichterin Else Lasker-Schüler, mit der sich darauf auch eine Liebesbeziehung entwickelte. Ab dem Sommer 1912 diente er als Arzt beim Pionierbataillon 3 in Spandau. Doch schon im März 1913 schied er aus gesundheitlichen Gründen („Wanderniere“) aus dem Militär aus. Bereits seit Oktober 1912 hatte Benn eine Assistentenstellung in der Pathologie der „Westend-Klinik am Spandauer Damm“ in Berlin-Charlottenburg inne. Dort entwickelte er bei der Durchführung von nachweislich 197 Obduktionen seinen präzisen Beschreibungsstil, wie seine Sektionsprotokolle belegen. 1913 übernahm er die Leitung der Pathologie des Gynäkologischen Krankenhauses Charlottenburg. Aus dieser Stellung schied er Anfang 1914 auf „eigenen Wunsch“ wieder aus.
1914 reiste als Schiffsarzt in die USA (auf diese Reise spielt Benn in seinen späteren Werken des Öfteren an: „[…] fuhr nach Amerika, impfte das Zwischendeck“) und vertrat danach für kurze Zeit den Chefarzt einer Lungenheilstätte im Fichtelgebirge. Im selben Jahr heiratete er Edith Brosin, geb. Osterloh. Die Tochter Nele wurde am 8. September 1915 geboren.

### Erster Weltkrieg
Benn hatte schon vor 1914 Gelegenheit gehabt, den nicht selten arroganten und menschenverachtenden Habitus des deutschen Offizierskorps kennenzulernen. Diesen beschrieb er in einer Montage von Gesprächsfetzen in seinem 1912 erschienenen Gedicht Kasino. Benn wurde zwar nicht von der damals auch unter Intellektuellen aller politischen Richtungen weit verbreiteten nationalen Kriegsbegeisterung erfasst, war aber auch kein erklärter Kriegsgegner. Vielmehr stand er den Ereignissen in einer Mischung aus kühler Distanz und pflichtgemäßer, doch unengagierter Akzeptanz gegenüber.
Gleich zu Beginn des Krieges wurde Benn eingezogen und zuerst an der Westfront in Feldlazaretten eingesetzt. Er war an der Belagerung Antwerpens beteiligt und wurde dafür als einer der ersten Sanitätsoffiziere mit dem Eisernen Kreuz zweiter Klasse ausgezeichnet. Anschließend wurde er im besetzten Belgien in der Etappe als Arzt in einem Krankenhaus für Prostituierte eingesetzt. In Brüssel wurde er von Thea Sternheim, der Frau des Dichters Carl Sternheim, empfangen; er schrieb dort die meisten der unter dem Titel Gehirne veröffentlichten „Rönne-Novellen“ nieder.
Benn schilderte diese Phase seines Lebens später in fast wehmütiger Erinnerung als eine Zeit des von sozialen und beruflichen Verpflichtungen freien Lebens, aber auch der Depersonalisierung innerhalb von Ausnahmezuständen:

„[…] hatte wenig Dienst, durfte in Zivil gehen, war mit nichts behaftet, hing an keinem, […] was war die Kanonade von Yser, ohne die kein Tag verging, das Leben schwang in einer Sphäre von Schweigen und Verlorenheit, ich lebte am Rande, wo das Dasein fällt und das Ich beginnt. Ich denke oft an diese Wochen zurück; sie waren das Leben, sie werden nicht wiederkommen, alles andere war Bruch. […] Im Krieg und Frieden, in der Front und in der Etappe, als Offizier wie als Arzt […] verließ mich die Trance nie, daß es diese Wirklichkeit nicht gäbe.“

Neben diversen anderen Damenbekanntschaften hatte Benn um 1916 auch eine Affäre mit einer Opernsängerin; er berichtet später an F. W. Oelze von einer „Altistin der Berliner Staatsoper […], die in den Lazaretten sang u. die ich zu betreuen hatte. Keine unangenehme Erinnerung, obschon sie 25 Jahre älter war als ich.“ Dabei dürfte es sich um die Kammersängerin Marie Goetze gehandelt haben, die um 1915/16 Gesangsvorträge vor Verwundeten in belgischen Lazaretten hielt.
In dieser Zeit hat Benn sich anscheinend kurzfristig durch die Einnahme von Kokain künstlerisch stimulieren lassen (in seinen eigenen Worten „Trance-Zustände innerer Konzentration, ein Anregen geheimer Sphären“). Dies lassen auch Ausschnitte aus Benns Schriften beispielsweise in Der Garten von Arles, II, 84 und in seinen Gedichten Kokain und O Nacht („O Nacht! ich nahm schon Kokain, und Blutverteilung ist im Gange, …“) vermuten. An Ernst Jünger schrieb er 1951:

„Darf ich bei der Gelegenheit erwähnen, daß ich selber Drogen weder nehme noch genommen habe (außer einer kurzen Episode mit Kokain im I. Weltkrieg) …“

Dienstlich war er zur Anwesenheit bei Exekutionen verpflichtet; so war er bei der weltweit Aufsehen erregenden Hinrichtung der britischen Krankenschwester Edith Cavell zugegen und stellte als offizieller Arzt der deutschen Armee deren Tod fest. Nach den Erinnerungen von Thea Sternheim bewertete Benn die Hinrichtung Cavells damals mit der „erschreckenden Sachlichkeit eines Arztes“ als kriegsbedingte Notwendigkeit und Normalität. Als der Fall Cavell 1928 durch einen englischen Film erneut in der Presse behandelt wurde, meldete sich Benn als Augen- und Zeitzeuge zu Wort. In einer Berliner Abendzeitung beschrieb er den Hergang des Prozesses und der Exekution. Obwohl er Cavell hier durchaus mit Empathie beschreibt, wertet Benn den Vorgang dennoch als unabdingbare und historisch folgerichtige Konsequenz der damaligen Zeit.

### 1917 bis 1927
Im Spätsommer 1917, mehr als ein Jahr vor Kriegsende, wurde Benn demobilisiert. Die Gründe dafür sind nicht mehr feststellbar. In Berlin arbeitete er dann für einige Wochen als Assistenzarzt für Dermatologie an der Charité, bevor er am 10. November 1917 seine eigene Praxis für Haut- und Geschlechtskrankheiten in der Belle-Alliance-Straße 12 (heute Mehringdamm 38), in der er auch eine Wohnung hatte, eröffnete. Benns Frau und Tochter wohnten in einer Familienwohnung in der Passauer Straße 19 im Bayerischen Viertel. Benns Tochter erinnerte sich später, dass der Vater ab und an, aber wohl nicht oft, dort anwesend gewesen war. Benn brauchte diese Trennung für seine Unabhängigkeit, seine literarische Produktion, aber auch für seine erotischen Abenteuer. Er hatte ab 1921 ein Verhältnis mit der acht Jahre jüngeren Bibliothekarin Gertrud Zenzes (1894–1970). In den zwanziger Jahren wurde ihm eine Liaison mit der Gesellschaftsfotografin Frieda Riess nachgesagt, der er auch ein Gedicht widmete. 1926 hatte er eine Affäre mit Mopsa Sternheim. Die überlieferten Briefe Benns aus dieser Zeit deuten an, dass er sich damals seelisch und auch körperlich nicht sehr wohl fühlte. Dazu mögen private Gründe beigetragen haben, aber auch seine Arztpraxis lief wirtschaftlich nicht sonderlich gut. So schreibt er 1921:

„Es ist kein Leben dies tägliche Schmieren u. Spritzen u. Quacksalbern u. abends so müde sein, daß man heulen könnte. […] Ja, ich bin unbeschreiblich müde u. abgelebt wieder mal augenblicklich, darüber ist nichts zu sagen, die Sinnlosigkeit des Daseins in Reinkultur u. die Aussichtslosigkeit der privaten Existenz in Konzentration.“

Zu einem wichtigen Förderer und Freund wurde der jüdische Verleger Erich Reiss, der 1922 erstmals Gesammelte Schriften Benns herausbrachte. Schon im Jahr 1922 starb Edith Benn, seine erste Frau; die gemeinsame Tochter Nele wuchs daraufhin bei der dänischen Opernsängerin Ellen Overgaard auf.
In den 1920er Jahren entstanden etliche neue Gedichte sowie die Essays Das moderne Ich (1920) und der Prosatext Das letzte Ich. Das radikal-avantgardistische Vokabular seiner frühen Dichtung weicht gegen Ende der 20er Jahre zunehmend einem sanfteren und traditionelleren Ton. Den massiven politisch-gesellschaftlichen Wirren und Veränderungen der Zeit stand Benn distanziert gegenüber und hielt sich von den damit verbundenen erregten öffentlichen Auseinandersetzungen bewusst fern.

### 1928 bis 1934
Im Jahr 1928 hielt Benn in Crossen an der Oder die Grabrede für seinen Freund Klabund, im selben Jahr wurde er in den Berliner PEN-Club aufgenommen.
Das Verhältnis Benns zum Nationalsozialismus wird häufig allzu schematisch als zwei scharf voneinander getrennte Phasen von Zustimmung und anschließender Ablehnung beschrieben. In Wirklichkeit war seine Einstellung gegenüber dem Nationalsozialismus durchaus differenziert. Die Dialektik im Wesen und Denken Benns schwankte zwischen leidenschaftlichem Engagement und resignierend beleidigter Abkehr von der Politik in rein ästhetische Bereiche, was aber den künstlerischen Rang seines Werkes nicht berührte. In Vorträgen und Abhandlungen bekannte er sich zeitweise zu dem, was er für die NS-Ideologie hielt, in seinem lyrischen Werk hingegen finden sich keine eindeutigen Hinweise auf das entsprechende Gedankengut. Benn war zudem niemals – wie so viele andere Dichter – in einem der damals beliebten literarisch-weltanschaulichen Kreise (George-Kreis) bzw. in einer der vielen reaktionären politischen Gruppierungen der Zeit nach 1918 aktiv.
In den 1920er-Jahren zog Benn zunächst der italienische Faschismus an, wie er zum Beispiel durch die Kunstprogrammatik des Futuristen Marinetti verkörpert wurde. Auch ist eine gewisse geistige Nähe Benns zu Themen und Vorstellungen von Denkern der Konservativen Revolution evident. Nach Veröffentlichung der Gesammelten Gedichte 1927 trat die lyrische Produktion Benns zeitweilig stark hinter weltanschauliche Aufsätze und die publizistische Auseinandersetzung mit Intellektuellen des politisch linken Spektrums zurück. Doch noch in der Kontroverse mit Johannes R. Becher lehnte Benn 1930 jedes politische Engagement und die Beschäftigung mit sozialreformerischen Fragen als eines wahren Dichters unwürdig ab. 1932 rückte Benn dann aber durch die Wahl in die Sektion für Dichtkunst der Preußischen Akademie der Künste stärker in den Fokus des öffentlichen kulturpolitischen Interesses.
Schon im Aufsatz Expressionismus von 1933 sah sich Benn zu einer Verteidigung der expressionistischen Kunstbewegung gegen nationalsozialistische Angriffe und zu einer Rechtfertigung seiner eigenen Position als einer ihrer literarischen Begründer genötigt. Benn, dem von Börries Freiherr von Münchhausen zudem unterstellt wurde, jüdischer Abstammung zu sein (siehe unten), reagierte überrascht und fassungslos auf die Ablehnung, die seinem künstlerischen Werk von Seiten des neuen Regimes entgegenschlug. Die Willkür und Rechtslosigkeit des Judenboykotts – speziell auch in Bezug auf fünf in seinem Haus praktizierende ärztliche Kollegen – ließen in ihm zudem im Verlauf des Jahres 1933 Zweifel am neuen Staat aufkommen.
Von Anfang 1933 bis zum sogenannten Röhm-Putsch im Sommer 1934 setzte Benn sich dennoch durch essayistische Schriften für den Nationalsozialismus ein. Benn hatte sich in seinen frühen Aufsätzen von 1933 zwar deutlich für den neuen Staat, jedoch nicht explizit für dessen Führung durch eine Partei wie die NSDAP ausgesprochen. Ab 1933 schrieb er regelmäßig Artikel für die nationale, die Stellung des starken Staates betonende Wochenzeitschrift Deutsche Zukunft. Schon damals wurde ihm langsam klar, dass er falsche Hoffnungen auf die politische Praxis der neuen Regierung gesetzt hatte. Bald danach stellte Benn seine Bemühungen ein, sich einen staatlich sanktionierten Platz im nationalsozialistischen Literaturbetrieb zu sichern. Benns Werke nach 1934 sind dann verstärkt distanziert bis kritisch gegenüber dem NS-Regime.

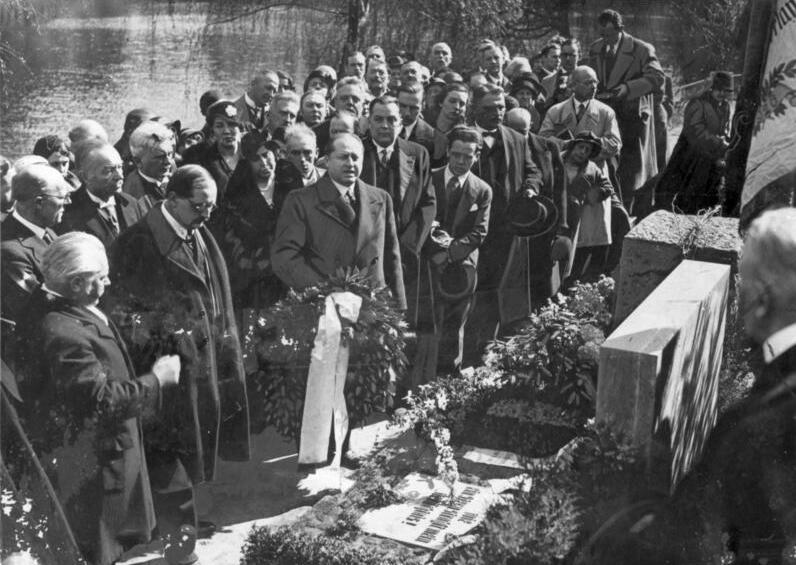
Gottfried Benn legt im Namen der Dichter-Akademie einen Kranz am Grab von Arno Holz nieder (1933), Aufnahme aus dem Bundesarchiv

Die Frage, warum Gottfried Benn öffentlich Partei für den nationalsozialistischen Staat ergriff, wird bis heute von einigen mit einem „Missverständnis“ erklärt. Diese Sichtweise legt auch Benn selbst in seiner Nachkriegs-Autobiographie Doppelleben nahe, wenn er dem „jungen Klaus Mann“ fast schon hellseherische Fähigkeiten attestiert, die er selbst zu diesem Zeitpunkt naturgemäß nicht habe besitzen können:

„[…] Die Lage im verworrenen Frühjahr 1933 war nun so, daß nach dem Fortgang der berühmtesten Träger der Abteilung hier ein knappes halbes Dutzend Mitglieder zurückblieb, die sich dem Ansturm gewisser völkischer und volkhaft ausgerichteter Autoren gegenübersahen, die die alte Gruppe eliminieren und alle kulturellen Positionen besetzen wollten. Uns hielten sie alle mehr oder weniger für Kulturbolschewisten. Die Vorgänge spielten sich für uns im Dunkeln ab, niemand wußte, woran er war, und es standen nicht nur ideelle Fragen zur Debatte, sondern auch materielle. Nicht für mich, ich habe nie einen Pfennig aus irgendeinem dieser Fonds bezogen oder irgendwelche anderen Vorteile gehabt. […]“

In der Antwort an die literarischen Emigranten reagierte er auf private Vorhaltungen Klaus Manns öffentlich in den Massenmedien (Zeitungen und Rundfunk) und rechtfertigte seinen Verbleib im nationalsozialistischen Deutschland von 1933. Er befand sich, wie er im Vorwort zu Zwei Rundfunkreden. Der neue Staat und die Intellektuellen. Antwort an die literarischen Emigranten 1933 feststellt, am Ende „einer fünfzehnjährigen Entwicklung“ und mithin auf der Höhe des Zeitgeistes.

„Da sitzen Sie also in Ihren Badeorten und stellen uns zur Rede, weil wir mitarbeiten am Neubau eines Staates, dessen Glaube einzig, dessen Ernst erschütternd, dessen innere und äußere Lage so schwer ist, dass es Illiaden und Äneiden bedürfte, um sein Schicksal zu erzählen. Diesem Staat und seinem Volk wünschen Sie vor dem ganzen Ausland Krieg, um ihn zu vernichten, Zusammenbruch, Untergang. Da werfen Sie nun also einen Blick auf das nach Afrika sich hinziehende Meer, vielleicht tummelt sich gerade ein Schlachtschiff darauf mit Negertruppen aus jenen 600.000 Kolonialsoldaten der gegen Deutschland einzusetzenden berüchtigten französischen Forces d’outremer, vielleicht auch auf den Arc de Triomphe oder den Hradschin, und schwören diesem Land, das politisch nichts will als seine Zukunft sichern, und von dem die meisten unter Ihnen geistig nur genommen haben, Rache.“

In diesen Rundfunkreden erblickte Benn eine „neue historische Lage“ mit dem „Sieg neuer autoritärer Staaten“, welche den „Sieg der nationalen Idee“ vorantrieben. „Werdendes Gesetz des neuen Jahrhunderts“ sei nach Benn ein „totaler Staat“ in Einklang mit dem „Erscheinen einer neuen revolutionären Bewegung“ und eines „neuen menschlichen Typs“.
In der Erwiderung auf Klaus Mann und auch in anderen Äußerungen finden sich (wie zum Beispiel im darauf gehaltenen kurzen Aufsatz Züchtung) explizit dem Nationalsozialismus sehr nahestehende Gedanken Benns zur Züchtung von Menschen und zur Eugenik:

„Verstehen sie doch endlich […] es handelt sich um das Hervortreten eines neuen biologischen Typs, die Geschichte mutiert und ein Volk will sich züchten. […] Aus den Nahtlinien des Organischen stößt die Erbmasse, aus den Defekten der Regenerationszentren die menschliche Gene ans Licht.“

Letztlich sollte sich die Prophezeiung bewahrheiten, die Klaus Mann 1933 in seinem berühmten Brief an Benn geäußert hatte:

„Sie sollen wissen, dass Sie für mich – und einige andre – zu den sehr Wenigen gehören, die wir keinesfalls an die ›andre Seite‹ verlieren möchten. […] Aber freilich müssen Sie ja wissen, was Sie für unsere Liebe eintauschen und welchen grossen Ersatz man Ihnen drüben dafür bietet; wenn ich kein schlechter Prophet bin, wird es zuletzt Undank und Hohn sein. Denn, wenn einige Geister von Rang immer noch nicht wissen, wohin sie gehören –: die dort drüben wissen ja ganz genau, wer nicht zu ihnen gehört: nämlich der GEIST.“

Tatsächlich gelang es dem individualistischen und (ehemaligen) Expressionisten Benn nicht, sich im nationalsozialistischen Deutschland mit seinen Kunstvorstellungen und seinem Werk durchzusetzen. Vielmehr musste er bald erkennen, dass die formale und inhaltliche Modernität seiner Werke unvereinbar war mit der nun herrschenden Ideologie. Nachdem schon seit September 1933 keine Gedichte von ihm mehr gesendet werden durften und seine Zulassung als Arzt gefährdet war, wurde Benn ab Mai 1934 verboten, Vorträge im Radio zu halten. Zwar wurde Benn noch im Frühjahr 1934 Vizepräsident der Union nationaler Schriftsteller. Er wurde jedoch schon früh (seit 1933) von verschiedenen Organen der Nationalsozialisten, wie zum Beispiel im Schwarzen Korps, angegriffen, vor allem von Börries Freiherr von Münchhausen, der ihn wegen seines Namens, den er mit dem jüdischen „Ben“ assoziierte, als „Juden“ zu diffamieren suchte, und schließlich 1936 vom Völkischen Beobachter als „Schwein“ bezeichnet. Auf die Unterstellungen Münchhausens reagierte Benn, indem er in Lebensweg eines Intellektualisten seine Abstammung von einer deutschen Pfarrersfamilie betonte. Diese genealogischen Ausführungen nutzten ihm aber letztlich nichts.

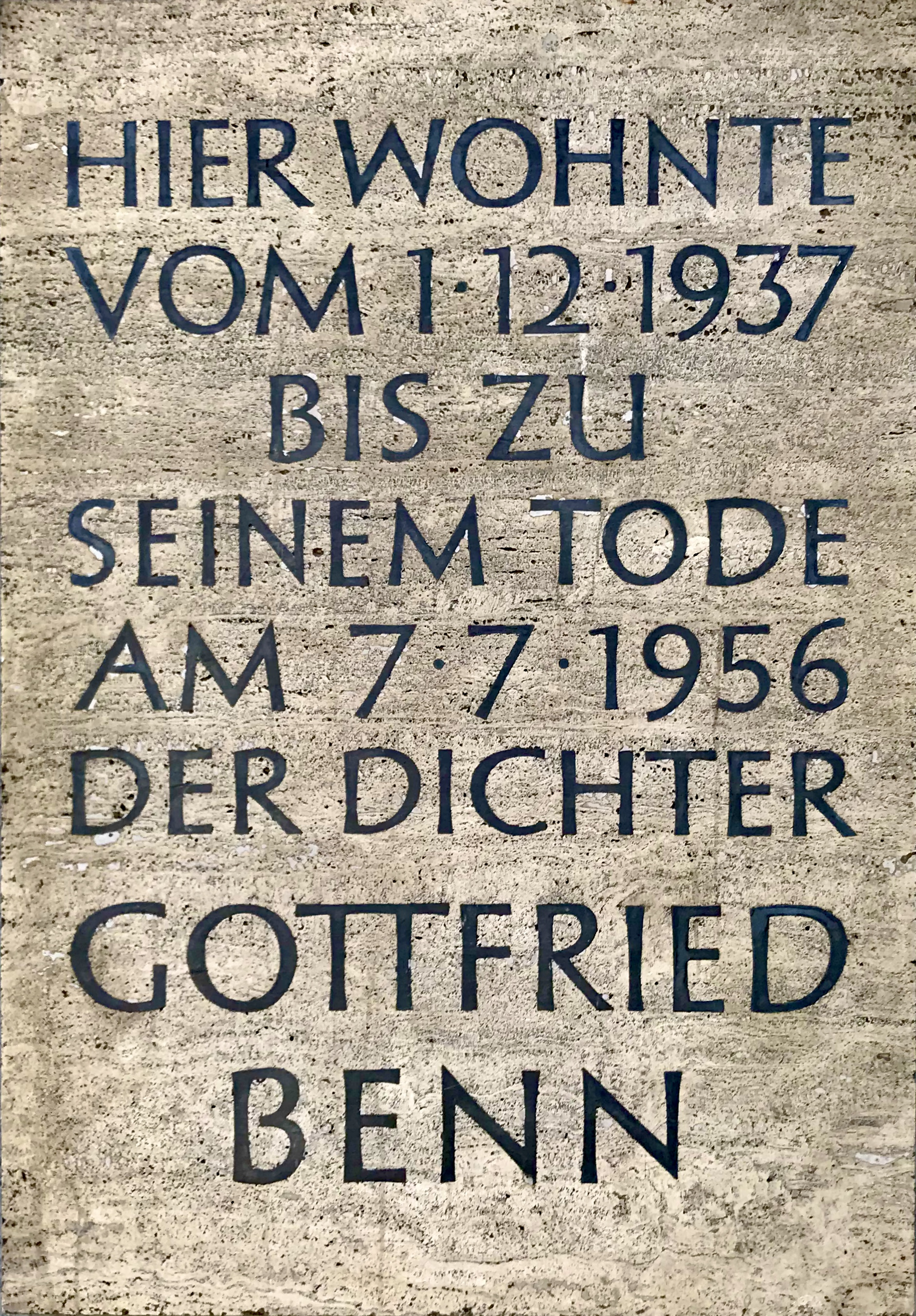
Gedenktafel in Berlin, Bayerisches Viertel, Bozener Straße 20

### 1935 – 1945
Die ständigen Angriffe auf seine dichterische Arbeit führten zu der Idee, sich als Sanitätsoffizier reaktivieren zu lassen und so aus der Öffentlichkeit zurückzuziehen, diese militärische Reaktivierung bezeichnete er als „aristokratische Form der Emigration“. Auf Vermittlung seines früheren Studienkollegen Walther Kittel (jetzt: Chef des Stabes der Heeres-Sanitätsinspektion im Reichskriegsministerium) trat er der Wehrmacht bei und löste seine Berliner Wohnung/Praxis in der Belle-Alliance-Str. 12 auf. Am 1. April 1935 begann er seinen Dienst als Leiter der Abteilung IVb der Wehrersatzinspektion in Hannover und übernahm damit die Aufgabe der Fachaufsicht über die Wehrbezirkskommandos in Bezug auf Musterung und Einstellung von Rekruten sowie die Aufstellung von Sanitätsabteilungen und die Organisation der Lazarette. Am 1. Oktober 1935 wurde er zum Oberstabsarzt befördert.
Hier entstanden die Erzählungen Weinhaus Wolf und Doppelleben sowie die sogenannten Stadthallen-Elegien – darunter das bekannte Gedicht Astern – sie bieten einige Impressionen seines Hannover-Aufenthaltes.
Ein zu seinem 50. Geburtstag bei der DVA erschienener Auswahlband alter und neuer Gedichte führte am 7. Mai 1936 zu scharfen Angriffen in der Zeitung der Reichsführung SS Das Schwarze Korps: Unter dem Titel Der Selbsterreger! wurde er als „geiler Mistfink“ beschimpft. Es wurden ihm „warme Luft“ und „widernatürliche Schweinereien“ vorgeworfen. Der Artikel wurde im Völkischen Beobachter nachgedruckt und fand damit hohe Beachtung. Benn fürchtete um seine Stellung in der Wehrmacht. Er bat u. a. den ihm gut bekannten Präsidenten der Reichsschrifttumskammer, Hanns Johst, der seit 9. November 1935 selbst SS-Oberführer war und gute Kontakte zu Heinrich Himmler unterhielt, um eine Ehrenerklärung, die er auch erhielt. Ein Vorab-Telegramm lautete: „Ignorieren sie Kritik verbürge mich für Integrität und Makellosigkeit Ihrer dichterischen Persönlichkeit“. Einige der Gedichte mussten aus der Folgeauflage entfernt werden. Seine militärischen Vorgesetzten, denen er den Vorfall meldete, befahlen ihm, als Soldat künftig nichts mehr zu veröffentlichen. In Hannover lernte er seine zweite Ehefrau Herta von Wedemeyer kennen, die bei ihm als Sekretärin tätig war.
Am 30. Juni 1937 wurde Benn zum Stab des Generalkommandos des III. Armeekorps „Zur Dienstleistung zum Reichskriegsministerium kommandiert“ und bezog kurz danach gemeinsam mit Herta von Wedemeyer eine Vier-Zimmer-Wohnung im Bayerischen Viertel von Berlin-Schöneberg (Erdgeschoss Bozenerstraße 20), die er bis zu seinem Tod beibehielt. Dort richtete er sich in dem zum Hof gelegenen Zimmer wieder eine Privatpraxis ein und übernahm Praxisvertretungen in den Abendstunden, weil er sich nicht sicher war, in der Wehrmacht bleiben zu können. In seinem neuen Amt war er für die Beurteilung von Wehrdienstbeschädigungen und die daraus etwa beanspruchten Renten zuständig. Auch in Berlin erreichten ihn noch Angriffe gegen seine Gedichte, die er mit Unterstützung von Hanns Johst (der schließlich auch Himmler einschalten musste) vorerst abwehren konnte. Am 8. März 1938 wurde Benn jedoch durch Joseph Goebbels mit sofortiger Wirkung zum 18. März aus der Reichsschrifttumskammer ausgeschlossen, was ein Berufsverbot bedeutete. Dagegen ging Benn nicht vor. 1938 ging Benn die Ehe mit seiner Sekretärin Herta von Wedemeyer (Hannover) ein. In der gleichen Zeit schrieb er sehr offene private Briefe, welche ihn leicht ins Konzentrationslager hätten bringen können.
Im September 1939 wurde Benn zum Oberfeldarzt (entspricht Oberstleutnant) befördert und ihm eine neue Aufgabe im Bendlerblock zugewiesen.
Die Wehrmachts-Dienststelle, in der er tätig war, wurde nach Landsberg an der Warthe verlegt; in der dortigen Walter-Flex-Kaserne verfasste er analysierende Essays zu seiner Lage und den Erscheinungsformen des Nationalsozialismus (nach der ersten Abrechnung Kunst und Drittes Reich von 1941 hier Block II, Zimmer 66 [1944, der Titel verweist wiederum auf sein Lebensthema „Doppelleben“] u. a.).
Sein Gedicht Monolog von 1941 stellte eine unmissverständliche Verurteilung Hitlers („Clown“) und der nationalsozialistischen Barbarei dar.
Den Darm mit Rotz genährt, das Hirn mit Lügen –

erwählte Völker Narren eines Clowns,

in Späße, Sternelesen, Vogelzug

den eigenen Unrat deutend! Sklaven –

aus kalten Ländern und aus glühenden,

immer mehr Sklaven, ungezieferschwere,

hungernde, peitschenüberschwungene Haufen:

dann schwillt das Eigene an, der eigene Flaum,

der grindige, zum Barte des Propheten!
1945 kehrte Benn nach Berlin zurück und nahm die ärztliche Tätigkeit in seiner alten Praxis wieder auf. Seine Frau Herta hatte sich am 2. Juli aus Furcht vor Vergewaltigung und Ermordung durch Soldaten der Roten Armee mit Morphium das Leben genommen.

### Verhältnis zum Nationalsozialismus

„Gelöbnis treuester Gefolgschaft“, Frankfurter Zeitung vom 26./28. Oktober 1933

Gottfried Benn war zu keinem Zeitpunkt Mitglied der NSDAP. In den Monaten nach der „Machtergreifung“ spielte er eine maßgebende Rolle beim Umbau der Berliner Dichterakademie (Sektion Dichtkunst der Preußischen Akademie der Künste), die auf Druck des neuen preußischen Kulturministers Bernhard Rust handstreichartig von Mitgliedern gereinigt wurde, die den Nationalsozialismus ablehnten oder dem Regime aus anderen Gründen nicht zusagten. Nachdem Heinrich Mann, der zwei Jahre zuvor zum Vorsitzenden der Sektion gewählt worden war, am 15. Februar von seinem Amt zurückgetreten war und die Akademie zusammen mit Käthe Kollwitz und Martin Wagner verlassen hatte, wurde Benn kommissarischer Vorsitzender der Sektion. Zusammen mit Max von Schillings setzte er am 13. März 1933 eine Loyalitätserklärung zugunsten der nationalsozialistischen Reichsregierung auf, die allen verbliebenen Akademiemitgliedern zur Unterschrift vorgelegt wurde:

„Sind Sie bereit, unter Anerkennung der veränderten geschichtlichen Lage weiter Ihre Person der Preußischen Akademie der Künste zur Verfügung zu stellen? Eine Bejahung der Frage schließt die öffentliche [politische] Betätigung gegen die Regierung aus und verpflichtet Sie zu einer loyalen Mitarbeit an den satzungsgemäß der Akademie zufallenden nationalen kulturellen Aufgaben im Sinne der veränderten geschichtlichen Lage.“

Thomas Mann, Alfred Döblin und Ricarda Huch (bis dahin 2. Vorsitzende) waren die prominentesten Schriftsteller, die die Akademie daraufhin verließen. Ausgeschlossen wurden außerdem Rudolf Pannwitz, Alfons Paquet, René Schickele und Jakob Wassermann, weil sie sich weigerten, die von Benn verfasste Erklärung zu unterschreiben. Leonhard Frank, Ludwig Fulda, Georg Kaiser, Bernhard Kellermann, Alfred Mombert, Fritz von Unruh und Franz Werfel waren zwar zur Unterschrift bereit, wurden wegen ihrer bekannten politischen Einstellung oder „nichtarischen Abstammung“ aber trotzdem als „nicht mehr tragbar“ ausgeschlossen.
Benn trug am 29. April 1933 die Akademie-Rede vor und verlas im Mai 1933 im Radio seine Antwort an die literarischen Emigranten, in der er den vor Hitler geflüchteten Intellektuellen „larmoyanten bürgerlichen Pazifismus“ vorwarf und sich zum Regime bekannte. Nachdem die Akademie im Frühjahr und Frühsommer 1933 mit Anhängern des Nationalsozialismus aufgefüllt worden war und sich kurz darauf in Deutsche Akademie der Dichtung umbenannt hatte, initiierte sie im Vorfeld der Reichstagswahl am 12. November 1933 das sogenannte Gelöbnis treuester Gefolgschaft gegenüber Adolf Hitler, einen von Parteifunktionären redigierten Treueeid, der von Benn und 87 anderen Schriftstellern unterschrieben und am 26. Oktober 1933 in der Presse verbreitet wurde. Der Veröffentlichung folgte am 1. November 1933 eine weitere Pressekundgebung der Deutschen Akademie der Dichtung, in der ausdrücklich zur Stimmabgabe für den „Volkskanzler Adolf Hitler“ und für ein „Ja“ zu dem von Hitler angekündigten Austritt Deutschlands aus dem Völkerbund aufgerufen wurde.
Wegen künstlerischer Differenzen und Anfeindungen begann sich Benn schon ab 1933/34 zunehmend vom Nationalsozialismus zu distanzieren und fiel bald in Ungnade. Nach Kriegsende wurde er wegen seiner Unterstützung des Hitlerregimes zunächst isoliert (er selbst verteidigte sich später, indem er sich als „inneren Emigranten“ während der Zeit des Nationalsozialismus bezeichnete, und sah sich in der Bundesrepublik als „Staats- und Gesellschaftsfeind Nr. 1“ geächtet), doch spätestens mit seinen Statischen Gedichten (1948), die sich weit vom wild-zynischen Ton der Morgue-Gedichte entfernt hatten, fand er auch in der jungen Bundesrepublik ein wachsendes Publikum.

### 1946 bis 1956
Bereits 1945 und auch in den folgenden Nachkriegsjahren war Benn verschiedentlich mit der Neubegründung der Akademie befasst. Im Dezember 1946 heiratete Benn die Zahnärztin Ilse Kaul. Das Schreibverbot für ihn wurde unter der alliierten Verwaltung zunächst beibehalten. In der Sowjetischen Besatzungszone wurden Benns Schriften Der neue Staat und die Intellektuellen (1933) und Kunst und Macht (1934) 1946 auf die Liste der auszusondernden Literatur gesetzt.
Seit dem Herbst 1948 durfte Benn wieder in Deutschland veröffentlichen; zuerst erschien jedoch im Schweizer Arche-Verlag der Band Statische Gedichte; der Verleger Max Niedermayer hatte die Druckerlaubnis in Westdeutschland erwirken können.
Im Gegensatz zu vielen anderen im Dritten Reich teilweise schuldig gewordenen Personen und Schriftstellern verdrängte Benn seine Beteiligung an der damaligen Zeit nach 1945 nicht. So beschrieb er seine frühere Haltung, ohne sie damit zu entschuldigen, als damals historisch und aus der persönlichen Biographie bedingt, in folgenden Worten:

„Sich irren und doch seinem Inneren weiter Glauben schenken müssen, das ist der Mensch.“

In den Jahren der frühen Bundesrepublik erlebte Benn einen rasanten Aufstieg: 1949 erschienen vier Bücher, 1951 erhielt er den Büchner-Preis, 1952 hielt er einen Vortrag im belgischen Knokke. 1953 – zu seinem 67. Geburtstag – wurde ihm durch Bundespräsident Theodor Heuss das Verdienstkreuz des Verdienstordens der Bundesrepublik Deutschland verliehen. Letzteres stieß u. a. beim Schutzverband Deutscher Autoren Nordwest e. V. auf Kritik. Benn sprach davon, dass ein „Amoklauf“ gegen ihn stattfinde.

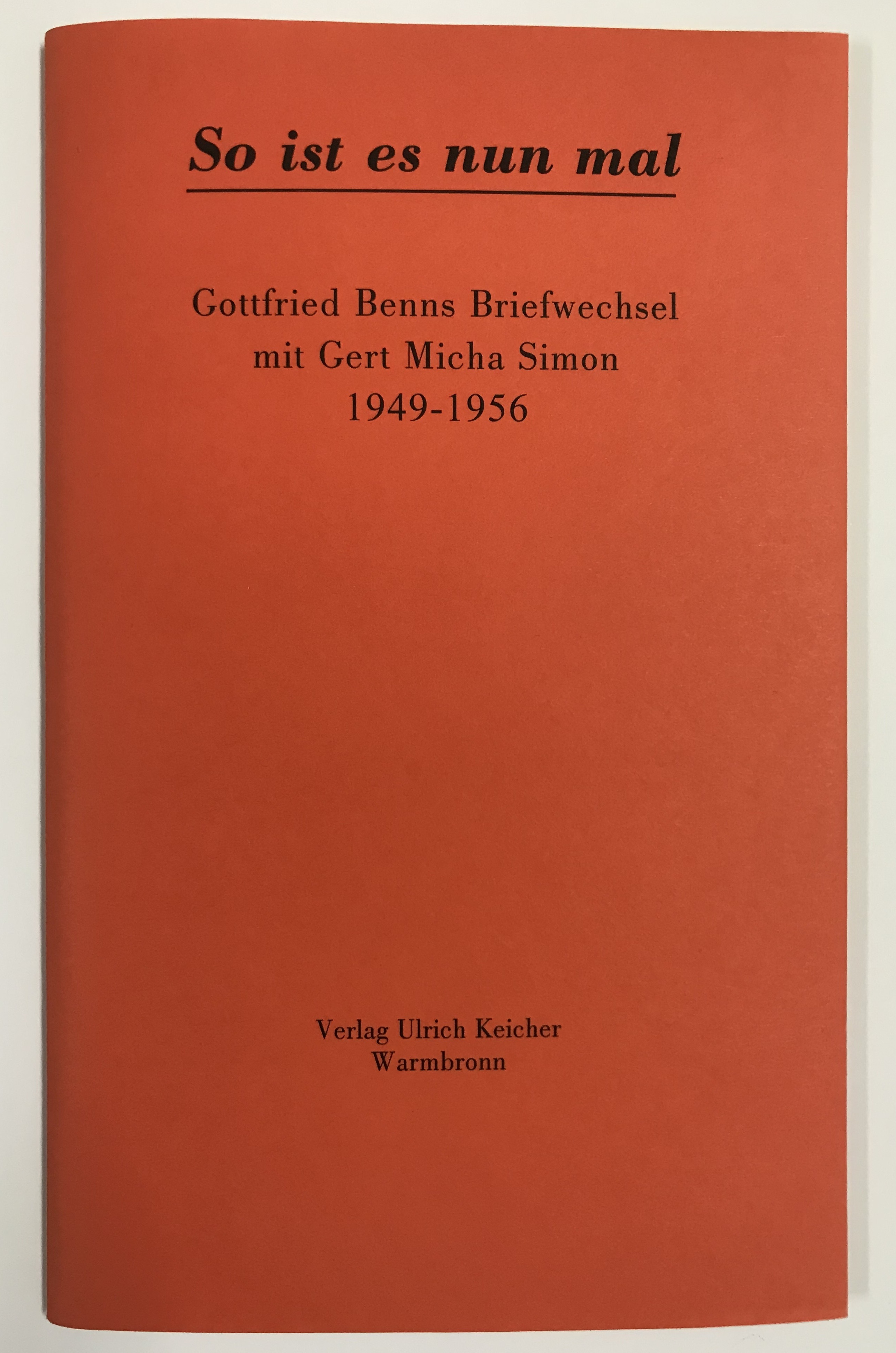
Benns Briefwechsel mit Gert Micha Simon, unter Pseudonym Simon Traston tätig

Viele junge Dichter versuchten in der Nachkriegszeit, Gottfried Benn als ihren Mentor zu gewinnen. Nur in wenigen Ausnahmen ließ er sich auf einen Kontakt mit jungen Kollegen ein. Zu den raren bekannten Briefwechseln mit Nachwuchsautoren gehört die Korrespondenz mit dem zu Beginn zwanzigjährigen Dichter Gert Micha Simon. Er führte in den Jahren 1949–1956 einen regen Austausch mit diesem, dokumentiert in dem Heft So ist es nun mal. Gottfried Benns Briefwechsel mit Gert Micha Simon 1949–1956. Ab 1954 war Gert Micha Simon dann unter dem Pseudonym Simon Traston weiterhin schriftstellerisch tätig.
Im September 1950 nahm Dieter Wellershoff, damals Germanistikstudent in Bonn, Kontakt zu Benn auf. Er schrieb in jener Zeit seine Dissertation über Benn, die dieser sehr lobte. Wellershoff wurde später Herausgeber von Benns Gesammelten Werken. 1951 schloss Benn Bekanntschaft mit der Schriftstellerin Astrid Claes. 1952 lernte er die 30 Jahre jüngere Journalistin Gerda Pfau kennen; die freundschaftliche Verbindung bestand bis zu seinem Tod. 1954 begann er eine Beziehung mit der fünfunddreißig Jahre jüngeren Schriftstellerin und Journalistin Ursula Ziebarth, die bis zu seinem Tode andauerte.
Zu den von Benn gepflegten Kontakten zählte der Literaturjournalist und Autor Karl Schwedhelm.
Die dritte und letzte Strophe eines der bekanntesten Gedichte Benns, des 1953 entstandenen Nur zwei Dinge, das vielfach als Benns persönliche Lebensbilanz verstanden wurde, lautet:
Ob Rosen, ob Schnee, ob Meere,

was alles erblühte, verblich,

es gibt nur zwei Dinge: die Leere

und das gezeichnete Ich.

Gottfried Benns Grabstein auf dem Waldfriedhof Berlin-Dahlem

Gottfried Benn litt seit Beginn des Jahres 1956 unter heftigen Schmerzen. Ein Kuraufenthalt in Schlangenbad im Juni 1956 erwies sich als sinnlos und verfehlt, weil die Schmerzen balneologische Anwendungen unmöglich machten. Als deren Ursache wurden schließlich Knochenmetastasen festgestellt. Ein Primärtumor wurde nicht gefunden, sodass man von einem CUP-Syndrom ausgeht. Zwei Tage nach Diagnosestellung verstarb Benn. Die unmittelbare Todesursache ist nicht bekannt.

### Tod 1956
Gottfried Benn starb nur wenige Wochen nach seinem 70. Geburtstag am 7. Juli 1956 in Berlin und wurde auf dem Waldfriedhof Dahlem beigesetzt (Abt. 27W-31/32). Sein Grab ist als Berliner Ehrengrab gewidmet (Stand 2021).
Auf dem Umschlag seines Testaments stand in lateinischer Sprache: „te spectem suprema mihi cum venerit hora; te teneam moriens deficiente manu“ (Tibull, 1. Elegie (1), An Delia, Vers 59–60; deutsch: „Dich möchte ich ansehen, wenn meine Stunde geschlagen hat. Sterbend möchte ich Dich noch halten, wenn mir die Hand schon sinkt“).

## Zum Werk
Gottfried Benn gilt als einer der bedeutendsten deutschen Dichter der literarischen Moderne. Ein erstes Mal betrat er die literarische Szene als Expressionist mit seinen Morgue-Gedichten, die mit herkömmlichen poetischen Traditionen radikal brachen und in denen vor allem Eindrücke aus seiner Tätigkeit als Arzt starken Niederschlag fanden. Sektionen und Krebs- und Geburtsstationen werden scheinbar emotionslos beschrieben, und romantische Titel wie Kleine Aster wecken Erwartungen, die dann krass enttäuscht werden.
Die Rechte am Werk liegen heute beim Klett-Cotta Verlag.

### Prosa
Von Anbeginn an verfasste Benn essayistische, poetisch avantgardistische und autobiographische Prosawerke. Nach 1945 überraschte er die Öffentlichkeit mit dem Roman des Phänotyp, an dem er spätestens seit 1944 arbeitete.

### Analysen
Max Rychner unternahm einen Versuch, von Benn häufig verwandte Substantive verschiedenen Wortfeldern und Bedeutungszusammenhängen zuzuordnen.
Der wachbewussten, spaltenden, seelenfeindlichen, geschichtlichen und zahlenhaft-wissenschaftlichen Seite ordnet er folgende Begriffe zu:
- Kopf, Stirn, Hirn, Schädel, Haupt, Ich, Selbst, Geist, Tat.

Den Gegensatz, also die glückselige Ichvergessenheit und Hingabe an den bewusstlosen Lebensstrom, identifiziert er mit Begriffen wie:
- strömen, fließen, Meer, Flut, Hades, Lethe, Wasser, Opferwein, Träne, ferne Ewigkeit, Nacht, Blut, Schlaf, Traum, Rausch, Grenzenlos, Schauer, Tiefe, Glück, toxische Sphären.

Auf einen zeitenthobenen Bereich verweisen:
- Ithaka, Blau, Südsee, Rose, Möwe, Traum, Nacht, Meer, Blut, Wein, Feuer, Welten und Wort.

### Nachlass
Benns Nachlass liegt im Deutschen Literaturarchiv in Marbach am Neckar und ein kleiner Teil im Archiv der Akademie der Künste Berlin. Teile aus dem Nachlass im Deutschen Literaturarchiv sind im Literaturmuseum der Moderne in Marbach in der Dauerausstellung zu sehen.

### Werke (zu Lebzeiten, in Buchform)
- Über die Häufigkeit des Diabetes mellitus im Heer. Dissertation (Berlin 1912)
- Morgue und andere Gedichte (1912)
- Söhne. Neue Gedichte (1913)
- Gehirne. Novellen (1916)
Dieser Sammelband enthält die 5 Novellen:
  - Gehirne,
  - Die Eroberung,
  - Die Reise,
  - Die Insel und
  - Der Geburtstag.
- Fleisch. Gesammelte Gedichte (1917)
- Diesterweg. Eine Novelle (1918)
- Der Vermessungsdirigent. Erkenntnistheoretisches Drama (1918)
- Etappe (1918)
- Das moderne Ich (1920)
- Die Gesammelten Schriften (1922)
- Schutt (1924)
- Betäubung. Fünf neue Gedichte (1925)
- Spaltung. Neue Gedichte (1925)
- Gesammelte Gedichte (1927)
- Gesammelte Prosa (1928)
- Fazit der Perspektiven (1930)
- Das Unaufhörliche. Oratorium (1931), Musik von Paul Hindemith
- Nach dem Nihilismus (1932)
- Der neue Staat und die Intellektuellen (1933)
- Kunst und Macht (1934)
- Gedichte (1936)
- Ausgewählte Gedichte 1911–1936 (1936)
- Zweiundzwanzig Gedichte (1943)
- Statische Gedichte (1948)
- Drei alte Männer (1949)
- Der Ptolemäer (enthält Weinhaus Wolf; Roman des Phänotyp; Der Ptolemäer, 1949; 2. Auflage 1956)
- Ausdruckswelt. Essays und Aphorismen (1949)
- Trunkene Flut. Ausgewählte Gedichte (1949)
- Doppelleben (1950)
- Fragmente. Neue Gedichte (1951)
- Probleme der Lyrik (1951)
- Essays (1951)
- Die Stimme hinter dem Vorhang (1952)
- Destillationen. Neue Gedichte (1953),
  - darin: Nur zwei Dinge
- Altern als Problem für Künstler (1954)
- Aprèslude (1955)
- Primäre Tage. Gedichte und Fragmente aus dem Nachlaß (1958)

### Werkausgaben
- Gesammelte Werke. Hrsg. von Dieter Wellershoff. 4 Bände. Limes, Stuttgart 1958–1961.
  - Band 1: Essays, Reden, Vorträge. 1959.
  - Band 2: Prosa und Szenen. 1958.
  - Band 3: Gedichte. 1960.
  - Band 4: Autobiographische und vermischte Schriften. 1961.
- Gesammelte Werke. Hrsg. von Dieter Wellershoff. 8 Bände. Limes, Wiesbaden 1968.
  - Band 1: Gedichte.
  - Band 2: Gedichte (Anhang).
  - Band 3: Essays und Aufsätze.
  - Band 4: Reden und Vorträge.
  - Band 5: Prosa.
  - Band 6: Stücke aus dem Nachlaß, Szenen.
  - Band 7: Vermischte Schriften.
  - Band 8: Autobiographische Schriften.
- Das Hauptwerk. Hrsg. von Marguerite Schlüter. 4 Bände. Limes, Wiesbaden 1980.
  - Band 1: Lyrik.
  - Band 2: Essays, Reden, Vorträge.
  - Band 3: Prosa, Szenen.
  - Band 4: Vermischte Schriften.
- Gesammelte Werke in der Fassung der Erstdrucke. Textkritisch durchgesehen und hrsg. von Bruno Hillebrand. 4 Bände. Fischer Taschenbuch, Frankfurt am Main 1982–1990.
  - Band 1: Gedichte in der Fassung der Erstdrucke. 1982.
  - Band 2: Prosa und Autobiographie in der Fassung der Erstdrucke. 1984.
  - Band 3: Essays und Reden in der Fassung der Erstdrucke. 1989.
  - Band 4: Szenen und Schriften in der Fassung der Erstdrucke. 1990.
- Sämtliche Werke. Stuttgarter Ausgabe. 7 Bände in 8 Teilen. Hrsg. von Gerhard Schuster (Band I–V) und Holger Hof (Band VI, VII/1 und VII/2). Klett-Cotta, Stuttgart 1986–2003, ISBN 3-608-93943-1.
  - Band I: Gedichte 1 [Gesammelte Gedichte 1956]. 1986.
  - Band II: Gedichte 2 [Zu Lebzeiten veröffentlichte Gedichte, die nicht in die Sammlung von 1956 aufgenommen wurden; Gedichte aus dem Nachlass; Poetische Fragmente 1901–1956]. 1986.
  - Band III: Prosa 1. 1987, 2. Auflage 2009.
  - Band IV: Prosa 2 [1933–1945]. 1989.
  - Band V: Prosa 3 [1946–1950]. 2001.
  - Band VI: Prosa 4 [1951–1956]. 2001.
  - Band VII/1: Szenen und andere Schriften. 2003.
  - Band VII/2: Vorarbeiten, Entwürfe und Notizen aus dem Nachlass, Register. 2003.

### Briefe
Zahlreiche Briefe sind überliefert und zu großen Teilen veröffentlicht. Die Briefe werden zunehmend als Teil des Werks anerkannt. Hervorzuheben ist etwa der Briefwechsel mit dem Bremer Großkaufmann und Mäzen Friedrich Wilhelm Oelze (1891–1978).
- Monologische Kunst? Ein Briefwechsel zwischen Alexander Lernet-Holenia und Gottfried Benn. Im Anhang: Nietzsche – Nach 50 Jahren. Limes, Wiesbaden 1953.
- Ausgewählte Briefe. Mit einem Nachwort von Max Rychner. Wiesbaden 1957.
- Gottfried Benn: Lyrik, Prosa, Briefe u. Dokumente. Hrsg. von Max Niedermayer. Limes Paperback, Wiesbaden 1962.
- Gottfried Benn: Den Traum alleine tragen. Neue Texte, Briefe u. Dokumente. Hrsg. von Paul Raabe und Max Niedermayer. Limes Verlag, Wiesbaden 1966.
- Briefwechsel mit Paul Hindemith (Briefe Band III). Hrsg. von Ann Clark Fehn, mit einem Essay von Dieter Rexroth. Wiesbaden/München 1978.
- Briefe an F. W. Oelze (Briefe Band I-II/2; Band I: 1932–1945, Band II/1: 1945–1949, Band II/2: 1950–1956). Hrsg. von Harald Steinhagen und Jürgen Schröder, mit einem Vorwort von F. W. Oelze und einem Nachwort von Harald Steinhagen. Wiesbaden/München 1979 f.
- Briefwechsel mit Max Rychner: 1930–1956. Hrsg. von Gerhard Schuster. Stuttgart 1986.
- Briefe an Tilly Wedekind 1930–1955 (Briefe Band IV). Herausgegeben und mit einem Nachwort versehen von Marguerite Valerie Schlüter. Stuttgart 1986.
- Briefe an Elinor Büller 1930–1937 (Briefe Band V). Herausgegeben und mit einem Nachwort versehen von Marguerite Valerie Schlüter. Stuttgart 1992.
- Gottfried Benn/Egmont Seyerlen, Briefwechsel 1914–1956. Herausgegeben und mit einem Nachwort versehen von Gerhard Schuster. Stuttgart 1993.
- „Hernach“. Gottfried Benns Briefe an Ursula Ziebarth. Mit Nachschriften von Ursula Ziebarth und einem Kommentar von Jochen Meyer, Göttingen 2001.
- Briefe an Astrid Claes 1951–1956 (Briefe Band VI). Stuttgart 2002.
- Briefwechsel Gottfried Benn – Richard Alewyn 1951–1956. Hrsg. vom Editionspraktischen Seminar. In: Berliner Hefte zur Geschichte des literarischen Lebens. 5, 2003, S. 25–50. ISSN 0949-5371
- Jörg Döring, David Oels: „Wir machen ein Gedicht“: Richard Alewyn bittet Gottfried Benn zum Symposion für kreatives Schreiben. Zum Briefwechsel von Gottfried Benn und Richard Alewyn 1951–1956. ebd., S. 7–24.
- Briefwechsel Gottfried Benn – Margret Boveri 1949–1956. Hrsg. v. Roland Berbig / Nele Herbst, ebd., S. 63–126.
- Roland Berbig: Levkojen und Handkuss. Zum Briefwechsel von Gottfried Benn und Margret Boveri 1949–1956. ebd., S. 51–62.
- Briefwechsel mit dem Merkur. 1948–1956 (Briefe Band VII). Hrsg. von Holger Hof. Stuttgart 2004, ISBN 3-608-93697-1.
- Gottfried Benn – Thea Sternheim. Briefwechsel und Aufzeichnungen. Mit Briefen und Tagebuchauszügen Mopsa Sternheims, Hrsg. von Thomas Ehrsam. Göttingen 2004.
- So ist es nun mal. Gottfried Benns Briefwechsel mit Gerd Micha Simon 1949–1956. Verlag Ulrich Keicher, Warmbronn 2005, ISBN 3-932843-98-3.
- Gottfried Benn/Ernst Jünger: „Briefwechsel 1949–1956“. Hrsg. von Holger Hof. Stuttgart 2006.
- Briefe an den Limes Verlag 1948–1956, mit der vollständigen Korrespondenz auf CD-ROM, Stuttgart 2006 (Briefe. Band VIII).
- Gottfried Benn; Friedrich Wilhelm Oelze: Briefwechsel 1932–1956. Hrsg. von Harald Steinhagen, Stephan Kraft und Holger Hof, 4 Bände. Göttingen/Stuttgart 2016, Wallstein und Klett-Cotta, ISBN 978-3-8353-1826-7.
- Gottfried Benn. »Absinth schlürft man mit Strohhalm, Lyrik mit Rotstift«. Ausgewählte Briefe 1904–1956. Hg. und kommentiert von Holger Hof. Göttingen 2017, ISBN 978-3-8353-3109-9.
- Briefe und Mitteilungen von Gottfried Benn an Gerda Pfau. In: Uwe Lehmann-Brauns: Benns letzte Lieben. Mit Originalbriefen von Gottfried Benn. Berlin 2019, ISBN 978-3-95732-381-1, S. 13–35.
- Gottfried Benn – Gertrud Zenzes. Briefwechsel 1921–1956. Hg. von Holger Hof und Stephan Kraft, Stuttgart und Göttingen 2021, Klett-Cotta und Wallstein.
- Gottfried Benn – Gertrud Zenzes. Briefwechsel. Kommentierte Digitaledition, hg. von Holger Hof und Stephan Kraft unter Mitarbeit von Samuel Müller, Marbach am Neckar: Deutsche Schillergesellschaft e. V. 2023. In EdView bei Deutsches Literaturarchiv Marbach: https://www.dla-marbach.de/forschung/editionen-und-digital-humanities/kommentierte-edition-des-briefwechsel-zwischen-gottfried-benn-und-gertrud-zenzes/ => https://edview.dla-marbach.de/?project=BNGZSGBA

### Lesungen, Vorträge
Benn hat oft aus seinen Werken vorgelesen. Rundfunklesungen sind seit 1928 überliefert.
- Gottfried Benn: Das Hörwerk 1928–1956. Hrsg. von Robert Galitz, Kurt Kreiler und Martin Weinmann. 2004, mp3-CD, Laufzeit über 11 Stunden.
- Altern als Problem für Künstler. Alexander Verlag, Berlin 2006, ISBN 3-89581-150-5.

## Ehrungen
- 1951: Georg-Büchner-Preis
- 1953: Verdienstorden der Bundesrepublik Deutschland, Verdienstkreuz
- 1956: Großer Kunstpreis des Landes Nordrhein-Westfalen
- 1975/2001: Ehrengrab der Stadt Berlin auf dem Waldfriedhof Dahlem, Hüttenweg 47

## Nachwirkung
1998 wurde die Gottfried-Benn-Gesellschaft gegründet, die es sich zur Aufgabe macht, das Werk Gottfried Benns zu fördern und zu dessen internationaler Anerkennung beizutragen. Die Gesellschaft gibt das Jahrbuch Benn Forum heraus.

## Filmographie
- Fernseh-Gespräch anlässlich des 70. Geburtstages vom 3. Mai 1956; 16 mm Film, 9 Minuten
- Reisen mit Benn. Ein Film von Andreas Christoph Schmidt mit Ursula Ziebarth über die letzten Lebensjahre Benns. SFB/WDR 1998, 45 min
- „Gottfried Benn. Schakal und Engel – hellgeäugt und schwarzgeflügelt“, Dokumentation, 45 Min., Deutschland 2006, Regie: Jürgen Miermeister,[87] Produktion: ZDF, Erstausstrahlung: 20. Juli 2006

### Bibliographien
- Edgar Lohner: Gottfried Benn. Bibliographie 1912–1956, Wiesbaden 1958. https://archive.org/details/gottfriedbennbib0000lohn

### Periodika
- Joachim Dyck, Holger Hof, Peter D. Krause (Hrsg.): Benn-Jahrbuch. Band 1, Klett-Cotta, Stuttgart 2003, ISBN 3-608-93611-4; Band 2: Klett-Cotta, Stuttgart 2004 [mehr nicht erschienen; nach Unterbrechung fortgeführt als Benn Forum (s.d.)], ISBN 3-608-93612-2.
- Benn Forum. Beiträge zur literarischen Moderne, Band 1 2008/2009, De Gruyter 2009 [Stand 2023: zuletzt Band 8 2022/2023, 2023], ISSN 1868-2758.
- Mitteilungen der Gottfried-Benn-Gesellschaft. Heft 1, 2010 [Stand 2024: zuletzt Heft 33, 2024], ISSN 2627-6437. PDF-Download bei https://gottfriedbenn.de/mitteilungshefte.html

### Sammelbände
- Wolfgang H. Zangemeister, Will Mueller-Jensen, Jürgen Zippel (Hrsg.): Gottfried Benns Absolute Prosa und seine Deutung des Phaenotyps dieser Stunde. Koenigshausen & Neumann, Würzburg 1998, ISBN 3-8260-1676-9.
- Matías Martínez (Hrsg.): Gottfried Benn – Wechselspiele zwischen Biographie und Werk. mit Essays von Regine Anacker, Michael Ansel, Moritz Bassler, Dieter Burdorf, Joachim Dyck, Michael Eskin, Marcus Hahn, Theo Meyer, Thorsten Ries, Hans Dieter Schäfer, Joachim Vahland, Silvio Vietta. Wallstein, Göttingen 2007, ISBN 978-3-89244-964-5.
- Christian M. Hanna, Friederike Reents (Hrsg.): Benn-Handbuch. Leben, Werk, Wirkung. J.B. Metzler-Verlag, Stuttgart 2016, ISBN 978-3-476-02434-3.

### Spezialuntersuchungen
- Thomas Pauler: Schönheit und Abstraktion. Über Gottfried Benns ‚absolute Prosa‘. Königshausen & Neumann, Würzburg 1992, ISBN 978-3-88479-642-9

- Angela Reinthal: Ecce Melencolia – Zu Gottfried Benns Gedicht „Wo keine Träne fällt“. In: Michel Vanoosthuyse (Hrsg.): Crises allemandes de l’identité – Deutsche Identitätskrisen. vol III, Bibliothèque d’Études Germaniques et Centre-Européennes – Université Paul-Valéry de Montpellier, 1998, ISBN 2-84269-187-3, S. 109–131.
- Martin Preiß: „... daß es diese Wirklichkeit nicht gäbe“. Gottfried Benns Rönne-Novellen als Autonomieprogramm, Röhrig, St. Ingbert 1999, ISBN 978-3-86110-208-3-
- Ursula Kirchdörfer-Boßmann: „Eine Pranke in den Nacken der Erkenntnis“. Zur Beziehung von Dichtung und Naturwissenschaft im Frühwerk Gottfried Benns. Röhrig, St. Ingbert 2003, ISBN 978-3-86110-343-1.
- Regine Anacker: Aspekte einer Anthropologie der Kunst in Gottfried Benns Werk. Königshausen & Neumann, Würzburg 2004, ISBN 978-3-8260-2599-0.
- Thomas Homscheid: Zwischen Lesesaal und Lazarett. Der medizynische Diskurs in Gottfried Benns Frühwerk. Verlag Königshausen & Neumann, Würzburg 2005, ISBN 3-8260-2982-8.
- Thomas Gann: Gehirn und Züchtung. Gottfried Benns psychiatrische Poetik 1910–1933/34. transcript, Bielefeld 2007, ISBN 978-3-89942-651-9.
- Monika Leipelt-Tsai: Aggression in lyrischer Dichtung. Georg Heym – Gottfried Benn – Else Lasker-Schüler. Dissertation. Transcript Verlag, Bielefeld 2008, ISBN 978-3-8376-1006-2, Kapitel 3: „Radikale Technik der Obduktion. Gottfried Benns Gedicht ENGLISCHES CAFÈ.“, S. 131–244.
- Friederike Reents: Ein Schauern in den Hirnen – Gottfrieds Benns „Garten von Arles“ als Paradigma der Moderne. Wallstein Verlag, Göttingen 2009, ISBN 978-3-8353-0323-2.
- Barbara Neymeyr: Artistik und Vitalismus: Zur Nietzsche-Rezeption bei Benn und Brecht. In: Achim Aurnhammer, Werner Frick und Günter Saße (Hrsg.): Gottfried Benn – Bertolt Brecht: Das Janusgesicht der Moderne (= Klassische Moderne. Band 11). Würzburg 2009, S. 153–188.
- Gunther Schendel: Das evangelische Pfarrhaus aus kirchenhistorischer Sicht. Beiträge zur DVD-educativ premium „Das weiße Band“, Matthias Film gGmbH 2010 (zu Benn als Pfarrhauskind).
- Christian Leistenschneider: Formen des Ich. Identitätsproblematik und Figurenpoetik in der Prosa Gottfried Benns. Winter, Heidelberg 2015, ISBN 978-3-8253-6452-6.
- Wolfgang Martynkewicz: Tanz auf dem Pulverfass: Gottfried Benn, die Frauen und die Macht. Aufbau Verlag, Berlin 2017, ISBN 978-3-351-03666-9.
- Matthias Berning: Anemonenschwert und Lydditgranate. Gottfried Benns inszenierte Dichtergenese im Ersten Weltkrieg. Wallstein, Göttingen: 2021, ISBN 978-3-8353-3945-3.
- Maximilian Rankl: Literatur als bildgebendes Verfahren. Motiv- und stilanalytische Untersuchungen zur frühen Prosa Gottfried Benns. BoD, Norderstedt 2024, ISBN 978-3-7597-8776-7.

### Belletristik
- Lea Singer: Die Poesie der Hörigkeit. Hoffmann & Campe, 2017, ISBN 978-3-455-40625-2.[88]